# Källarholmen i Sunnerå
Källarholmen är en ruin efter en mindre medeltida borg, belägen på en halvö i Ryssbysjön, Sunnerå, Ryssby socken, Ljungby kommun. Då platsen grävdes ut av arkeologer på 1990-talet daterades den till 1300-talets första hälft. På borgen har det funnits en tornbyggnad som flankerades av ett boningshus och en mindre byggnad. Borggården delades av med en mindre vallgrav och på den så kallade förborgen fanns ytterligare en byggnad. Alla husen var byggda i trä.
Den arekologiska undersökningen visade att aktiviteter på Källarholmen kan beläggas tidigast i slutet av 1200-talet. De tidigaste aktiviteterna var någon form av metallhantverk vars omfattning och inriktning dock är oklar. Om det även fanns bebyggelse på holmen i detta skede är oklart. I början av 1300-talet verkar holmen bebyggas. Vallgraven har aldrig varit helt vattenfylld och den ger inte intryck av att ha varit motiverad av fortifikatoriska hänsyn. Den har varit lätt att kringgå i strandkanten och någon palissad på dess insida verkar inte ha funnits. Undersökningen visar också att Sunnerå genom anläggningen på Källarholmen, idag framstår som den äldsta huvudgården i Ryssby socken.